# 李龍大
李 龍大（イ・ヨンデ、Lee Yong Dae、1988年9月11日 - ）は、大韓民国のバドミントン選手。身長176cm、体重76kg。右利き。北京オリンピックの金メダリスト。アジア選手権で5回優勝。男子ダブルスと混合ダブルスを含め、4人とのペアで世界ランク1位にランクインしている。

## 概要
- 小学2年生の1996年に担任の先生の勧めでバドミントンを始め、小学5年生の時に全国大会で5冠を達成。中学3年生の時点で早くも国家代表チームに選出される。高校3年生時に世界ジュニア選手権で男子ダブルス・混合ダブルス・団体戦の3冠を達成し、世界的に注目を浴びる。その後、ドイツオープンで優勝し、バルセロナ五輪金メダリストで韓国では“ダブルスの神様”と呼ばれる朴柱奉以来となる韓国史上2人目の高校生チャンピオンとなる。その後はドーハアジア大会3位、全英オープン優勝、スイスオープン優勝、世界選手権準優勝など次々と結果を残し、北京五輪の男子ダブルス・混合ダブルスの代表に選ばれた。北京五輪では、男子ダブルスに優勝候補の一角として第3シードとして出場するが、デンマークペアにストレート負けし、まさかの初戦敗退。混合ダブルスでは、ノーシードながら順調に勝ち進み、金メダルを獲得した。
- 2014年1月、代表チーム同僚の金基正と共にドーピングテストの規定違反により1年間の出場停止処分を受けた。禁止薬物が検出された違反ではなく、規定により伝えておくべき所在位置を伝えず、3度続けてテストを受けなかったことによる処分。本来なら2年間の出場停止処分になるはずの問題だが、韓国バドミントン協会にも非があるという事で1年間に決まった。スポーツ仲裁裁判所に不服申し立てをする権利があり、さらに処分が軽減される可能性が残っていたが、[1][2]同年4月に両選手に非無しとする証拠が提示されたとして処分が解除された。[3]